# Арима
Арима (шп. The Royal Chartered Borough of Arima), је најисточнији и други по величини, по површини, од три општине Тринидада и Тобага. Географски се налази у близини Сангре Грандеа и Арока у јужном централном подножју северног ланца планина. На југу је брана Карони-Арена. Упоредо са градом Арима од 1888. године, општина Арима је четврта по величини општина у земљи (после Порт ов Спајна, Чагуанаса и Сан Фернанда). По попису из 2011. године град је имао 33.606 становника.
Град је 1887. године поднео петицију краљици Викторији за статус општине у оквиру прославе њеног златног јубилеја. Захтев је одобрен следеће године, а Арима је постала краљевска општина 1. августа 1888. године. Арима је дуго година био трећи по величини град на Тринидаду и Тобагу, а данас је четврти откако је Чагуанас постао највећи град у земљи.

## Географија

### Клима
Општина Ариме има тропску прашумаску климу (Af климат), која се граничи са тропском монсунском климом, коју карактеришу мале сезонске варијације због близине северног ланца планина. Температуре се обично крећу од 20 до 31 °C, а годишња количина падавина је у просеку око 2.000 милиметара. Кишна сезона траје од јуна до новембра, и иако нема праве сушне сезоне, приметно је сушнији део од јануара до априла.

## Култура
Арима је домаћин годишње прославе годишњице Дана општине у августу. Прослава укључује уличне параде у карневалском стилу и обично се поклапа са одржавањем годишњег фестивала Заједнице Санта Роса Кариб. Годишњи карневал Арима укључује уличне параде маскенбала у карневалском уторку, Х'уверт бендове у карневалском понедељку, као и локално такмичење у калипсу.